# Mistletoe (Justin Bieber)
Mistletoe è un singolo del cantante canadese Justin Bieber, pubblicato il 17 ottobre 2011 come primo estratto dal secondo album in studio Under the Mistletoe.
Ha debuttato direttamente all'undicesima posizione della Billboard Hot 100. Come dichiarato dallo stesso Justin Bieber, l'ispirazione per il brano è venuta ascoltando diverse canzoni natalizie, in particolare gli album di Mariah Carey, cercando però di creare un prodotto personale, che permettesse a chi lo ascolta di sentirsi felice, dimenticandosi, almeno per un attimo, dei suoi problemi.
Il video del brano ha ottenuto la certificazione Vevo.

## Tracce
CD-Single Island (UMG)
1. Mistletoe - 3:02

## Classifiche

### Classifiche settimanali
| Classifica (2011-25) | Posizione massima |
| -------------------- | ----------------- |
| Australia            | 13                |
| Austria              | 12                |
| Belgio (Fiandre)     | 28                |
| Belgio (Vallonia)    | 40                |
| Canada               | 9                 |
| Corea del Sud        | 146               |
| Danimarca            | 6                 |
| Filippine            | 31                |
| Finlandia            | 9                 |
| Francia              | 31                |
| Germania             | 19                |
| Grecia               | 23                |
| Irlanda              | 16                |
| Islanda              | 30                |
| Italia               | 46                |
| Lituania             | 15                |
| Lussemburgo          | 14                |
| Norvegia             | 2                 |
| Nuova Zelanda        | 11                |
| Paesi Bassi          | 19                |
| Polonia              | 35                |
| Portogallo           | 26                |
| Regno Unito          | 21                |
| Singapore            | 17                |
| Spagna               | 16                |
| Stati Uniti          | 11                |
| Sudafrica            | 51                |
| Svezia               | 9                 |
| Svizzera             | 16                |
| Ungheria             | 15                |
| Vietnam              | 62                |

### Classifiche di fine anno
| Classifica (2023) | Posizione |
| ----------------- | --------- |
| Ungheria          | 71        |